# 싱글스틱

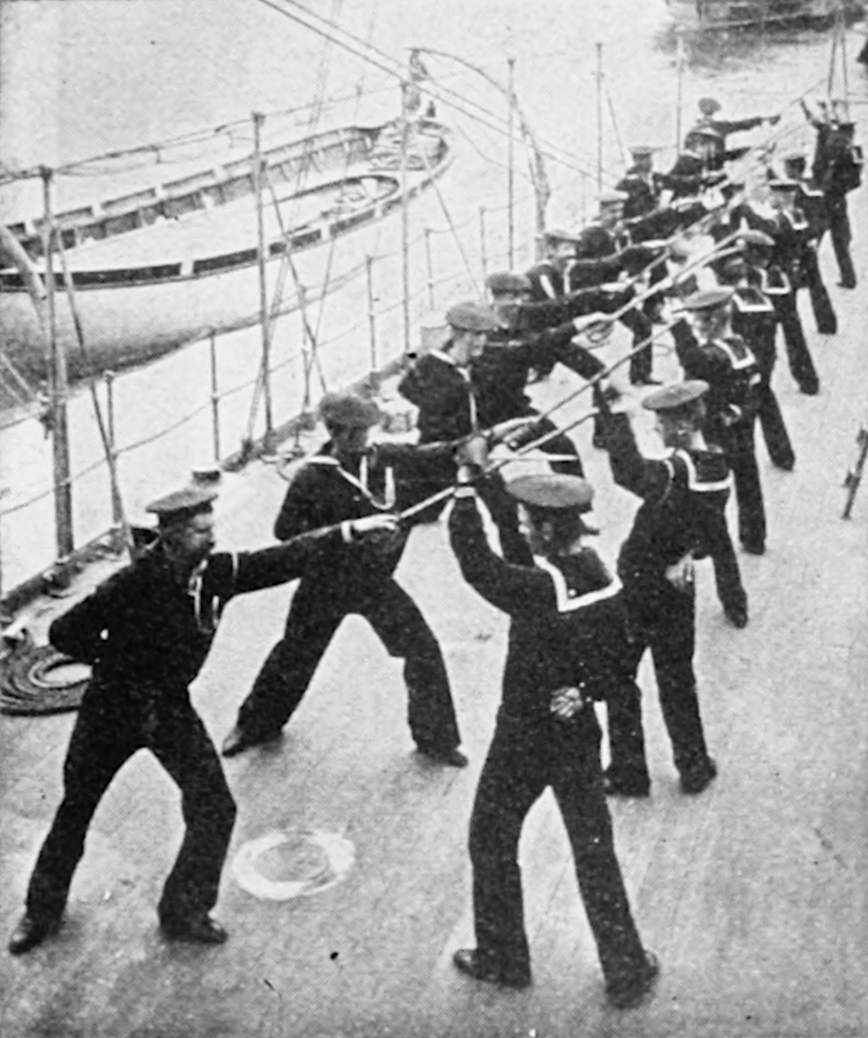
싱글스틱

싱글스틱(Singlestick)은 유럽의 검술이다.

## 개요
싱글스틱이 처음 행해진건 16세기이다. 외날의 사브르를 훈련하기 위한 것으로, 원래는 목검을 사용했다. 현대에 들어서는 나무 막대기를 사용한다. 조지 1세, 조지 2세 세대에 도시와 시골에서 널리 행해지게 되었다. 1904년의 세인트 루이스 올림픽에서 한 번 올림픽에서 행해졌지만, 가벼운 이탈리아의 사브르가 도입되어 스포츠로서 쇠퇴했다. 하지만, 단검술에 해당하는 "스틱플레이"가 영국군에서 행해지고 있었다. 1980년에는 영국 해군에서 싱글스틱을 부활하고 훈련으로 도입하고있다.

## 같이 보기
- 에스크리마
- 목도 (검도)
- 펜싱
- 겐도
- 죽도
- 육척봉
- 곤봉
- 경봉
- 목검